# Christian Hergl
Christian Hergl (* 1852; † 1925) war ein deutscher Kommunalpolitiker.
Hergl war von 1906 bis 1919 Bürgermeister von Dachau. Nach ihm ist die Christian-Hergl-Straße in Dachau benannt.